# Traton
Traton SE, відома як Traton Group (раніше Volkswagen Truck & Bus AG), є дочірньою компанією Volkswagen Group і одним із найбільших у світі виробників комерційних автомобілів із брендами MAN, Scania, International Motors і Volkswagen Caminhões e Ônibus. Компанія також надає цифрові послуги під брендом RIO. У 2020 році група продала близько 190 200 автомобілів. Асортимент продукції включає вантажівки легкої, середньої та великої вантажопідйомності, а також мікроавтобуси та автобуси. Станом на 31 грудня 2020 року в компанії Traton працювало близько 82 600 людей, які займаються продажем комерційних автомобілів.